# Palóczen
Palóczen (auch Palotzen) ist die Bezeichnung für eine Bevölkerungsgruppe im Norden Ungarns. Der Name Palóc wird von dem slawischen Palovce oder Polowzen (was so viel bedeutet wie „Feldbewohner“, „Bewohner der Ebene“ und auch dem russischen Wort für die „Kumanen“ entspricht) abgeleitet.

## Palóc
Unter den ungarischen Dialekten wird eine Gruppe der „Palóczen-Dialekte“ (palóc nyelvjárások) genannten Dialekte unterschieden, die im Norden Ungarns und im Süden der Slowakei gesprochen werden. Das „Paloczenland“ ist eine von zehn Dialektregionen des Ungarischen, davon liegen drei, Mezőség, Szeklerland und Moldauer Tschango, in vollem Umfang außerhalb des ungarischen Staatsgebietes.

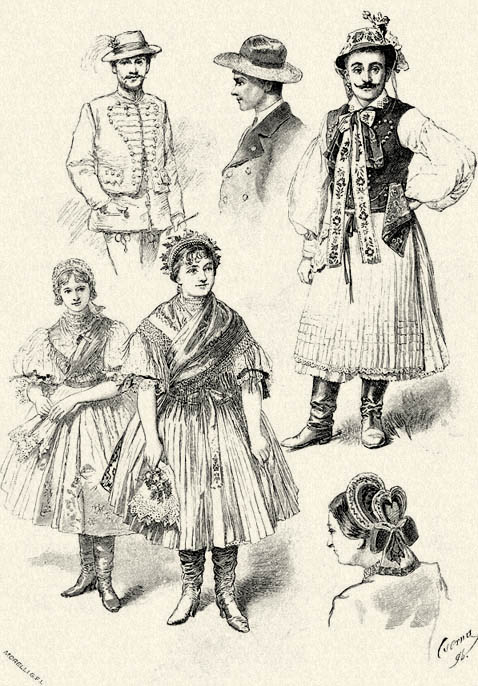
Historische Darstellung der Trachten von Palotzen aus Karancsalja, Komitat Nógrád

## Palóczen
Im Zuge der ungarischen Landnahme waren die Palóczen mit Fürst Arpád im 9. Jahrhundert ins Land gekommen und hatten sich hauptsächlich im Cserháter Hügelland, ostwärts des Börzsöny-Gebirges niedergelassen. Ihre Definition als „kumanischer Volksstamm“ ist so unsicher wie die Definition der „Kumanen“ selbst. Die Palóczen unterschieden sich durch ihre Mundart, ihre traditionellen Trachten und die traditionelle Bauweise ihrer Häuser von der ungarischen Bevölkerung in den anderen Landesteilen, galten aber bereits um 1900 (im Unterschied etwa zu den Szeklern) als vollkommen magyarisiert.
Der Brockhaus schätzte im Jahr 1885 120.000 Seelen. Angaben aus dem Jahr 1997 behaupten eine Zahl von 200.000 Palóczen bei einer Gesamtbevölkerung von ca. 10 Millionen in Ungarn. Eine Abgrenzung der Palóczen als Teil der ungarischen Bevölkerung erscheint aber heute problematischer als noch zur Zeit des ausgehenden 19. Jahrhunderts. Mit der Modernisierung der Lebensumstände (Landwirtschaftliche Revolution, Industrialisierung, Landflucht, Massenkommunikation) gingen die regionalen Besonderheiten unter und sind heute nur mehr als folkloristisches Element wahrnehmbar.
Der ungarische Novellist Kálmán Mikszáth, der 1847 in dieser Region, in dem ab 1919 slowakischen Sklabiná (Okres Veľký Krtíš) geboren wurde und Richter in Balassagyarmat war, schrieb 1882 für seine Landsleute den Roman Die guten Leute von Palóc. Möglicherweise war auch Adam Palock ein Palócze – ein ungarischer Rebell, der 1711 in Pest enthauptet wurde. Das Zedlersche Universallexikon widmete ihm 1740 einen eigenen Artikel.
Als typisches Beispiel einer Palóczen-Siedlung gilt das unter Denkmalschutz stehende Dorf Hollókő, das seit 1987 auch als UNESCO-Weltkulturerbe anerkannt ist. In Balassagyarmat befinden sich ein Palóc-Haus und im Palóc-Museum eine volkskundliche Sammlung. Ein anderes Palóc-Dorf ist Gyöngyöspata.